# Andrés Isasi
Andrés Isasi "Linares" (født 28. oktober 1890 i Bilbao, død 6. april 1940 i Algorta, Getxo, Spanien) var en spansk komponist.
Isasi studerede komposition i Bilbao, og tog derefter til Berlin, hvor han studerede videre hos Engelbert Humperdinck. Han har skrevet 2 symfonier, 4 orkestersuiter, 5 symfoniske digtninge, klaverkoncert, kammermusik, korværker, vokalmusik klaver stykker etc.

## Udvalgte værker
- Symfoni nr. 1 (1910) - for orkester
- Symfoni nr. 2 (1915) - for orkester